# Polare Ostwinde
Die polaren Ostwinde sind Teil des planetaren Windsystems. Diese Winde entstehen durch die Ausgleichsbestrebungen zwischen den Hochdruckgebieten an den Polen und den subpolaren Tiefdruckrinnen, welche sich bei etwa 70° nördlicher bzw. südlicher Breite befinden. Durch die Corioliskraft, welche senkrecht zur Gradientkraft wirkt, werden diese Ausgleichsströme jedoch abgelenkt. Auf der Nordhalbkugel findet eine Ablenkung nach rechts statt, auf der Südhalbkugel nach links, wodurch dann in beiden Fällen Ostwinde entstehen. Da die Corioliskraft mit höheren Breitengraden zunimmt, wehen die Winde in den Polarzonen geostrophisch (nahezu isobarenparallel).